# Lijst van voetbalinterlands Lesotho - Madagaskar
Deze lijst van voetbalinterlands is een overzicht van alle officiële voetbalwedstrijden tussen de nationale teams van Lesotho en Madagaskar. De landen hebben tot op heden drie keer tegen elkaar gespeeld. De eerste ontmoeting was een vriendschappelijke wedstrijd ergens in Lesotho op 7 maart 1971. Het laatste duel, de troostfinale van de COSAFA Cup 2018 vond plaats op 8 juni 2018 in Pietersburg (Zuid-Afrika).

## Wedstrijden
| № | Plaats      | Datum        | Competitie        | Wedstrijd            | Uitslag |
| - | ----------- | ------------ | ----------------- | -------------------- | ------- |
| 1 | ?           | 7 maart 1971 | Vriendschappelijk | Lesotho − Madagaskar | 1 − 2   |
| 2 | Rustenburg  | 18 mei 2015  | COSAFA Cup 2015   | Lesotho − Madagaskar | 1 − 2   |
| 3 | Pietersburg | 8 juni 2018  | COSAFA Cup 2018   | Madagaskar − Lesotho | 0 − 1   |

## Samenvatting
| Competitie        | Totaal gespeeld | Winst Lesotho | Gelijk | Winst Madagaskar | Doelsaldo Lesotho – Madagaskar |
| ----------------- | --------------- | ------------- | ------ | ---------------- | ------------------------------ |
| COSAFA Cup        | 2               | 1             | 0      | 1                | 2 − 2                          |
| Vriendschappelijk | 1               | 0             | 0      | 1                | 1 − 2                          |
| Totaal            | 3               | 1             | 0      | 2                | 3 − 4                          |

LFA · 
Lesothaans vrouwenelftal
Interlands
Tegenstander:
Algerije ·
Angola ·
Benin ·
Botswana ·
Burkina Faso ·
Burundi ·
Centraal-Afrikaanse Republiek ·
Comoren ·
Congo-Kinshasa ·
Ethiopië ·
Gabon ·
Gambia ·
Ghana ·
Guinee ·
Ivoorkust ·
Kaapverdië ·
Kameroen ·
Kenia ·
Laos ·
Liberia ·
Libië ·
Madagaskar ·
Malawi ·
Maleisië ·
Marokko ·
Mauritanië ·
Mauritius ·
Mozambique ·
Myanmar ·
Namibië ·
Niger ·
Nigeria ·
Oeganda ·
Rwanda ·
Sao Tomé en Principe ·
Senegal ·
Seychellen ·
Sierra Leone ·
Soedan ·
Swaziland ·
Tanzania ·
Togo ·
Zambia ·
Zimbabwe ·
Zuid-Afrika
FMF · A-internationals · Malagassisch vrouwenelftal
1960 – 1969 ·
1970 – 1979 ·
1980 – 1989 ·
1990 – 1999 ·
2000 – 2009 ·
2010 – 2019 ·
2020 − 2029
1963 ·
1964 ·
1965 ·
1966 · 
1967 ·
1968 ·
1969 · 
1970 · 
1971 · 
1972 ·
1973 · 
1974 ·
1975 ·
1976 ·
1977 ·
1978 · 
1979 ·
1980 · 
1981 · 
1982 ·
1983 · 
1984 ·
1985 · 
1986 ·
1987 ·
1988 ·
1989 ·
1990 ·
1991 ·
1992 ·
1993 ·
1994 · 
1995 ·
1996 ·
1997 ·
1998 ·
1999 · 
2000 · 
2001 · 
2002 · 
2003 · 
2004 · 
2005 · 
2006 · 
2007 · 
2008 · 
2009 · 
2010 · 
2011 · 
2012 · 
2013 ·
2014 ·
2015 ·
2016 ·
2017 ·
2018 ·
2019 ·
2020 ·
2021 ·
2022 ·
2023 ·
2024
Algerije ·
Angola ·
Benin ·
Botswana ·
Burkina Faso ·
Burundi ·
Centraal-Afrikaanse Republiek ·
Comoren ·
Congo-Brazzaville ·
Congo-Kinshasa ·
Egypte ·
Equatoriaal-Guinea ·
Ethiopië ·
Gabon ·
Gambia ·
Ghana ·
Guinee ·
Iran ·
Ivoorkust ·
Kaapverdië ·
Kameroen ·
Kenia ·
Kosovo ·
Lesotho ·
Liberia ·
Luxemburg ·
Malawi · 
Mali · 
Mauritanië ·
Mauritius · 
Mozambique · 
Namibië · 
Niger ·
Nigeria · 
Oeganda · 
Rwanda ·
Sao Tomé en Principe ·
Senegal ·
Seychellen · 
Soedan ·
Swaziland · 
Tanzania · 
Togo · 
Tsjaad ·
Tunesië · 
Zambia · 
Zimbabwe · 
Zuid-Afrika